# 주식회사 피트
주식회사 피트(FEAT Corp.)는 2022년에 설립된 대한민국의 소프트웨어 기업이다. 문서 기반의 비즈니스 커뮤니케이션에 활용되는 소프트웨어 서비스인 피트페이퍼(Featpaper)를 개발·운영하고 있다.
202년 기준, 피트페이퍼의 사용자 중 약 80%가 해외에 위치해 있으며 주요 사용자 국가는 미국, 일본, 싱가포르 등이다. 디자인 및 콘텐츠 제작 도구와의 연동을 통해 글로벌 유입이 증가하고 있다.

## 연혁
- 2025. 5. 현대투자파트너스로부터 프리 시리즈 A 투자 유치
- 2024. 12. 중소벤처기업부 TIPS 프로그램 선정[2]
- 2023. 12. 서울경제진흥원 TIPS 프로그램 선정[3]
- 2024.02. 글로벌 진출[4]
- 2023. 11. 스마일게이트인베스트먼트, 마크앤컴퍼니로부터 시드 투자 유치[5]
- 2023. 2. 피트페이퍼 서비스 공식 출시
- 2022. 2. 주식회사 피트 법인 설립

## 주요 제품

### 피트페이퍼(Featpaper)
피트페이퍼는 웹 기반의 SaaS(Software as a Service) 소프트웨어으로, 사용자가 PDF 문서에 인터랙티브 요소를 삽입하고 공유할 수 있도록 한다. 문서를 열람한 사용자의 행동 데이터를 수집하고 대시보드에서 열람 이력을 시각화해 제공한다.